# Peter Hansen (maler)
 Der er flere personer med dette navn, se Peter Hansen.
Peter Marius Hansen (født 13. maj 1868 i Fåborg, død 6. oktober 1928 sammesteds) var en dansk maler. Hans far var maleren Peter Syrak Hansen, og hans søster var Anna Hansen (gift Syberg). Hansen boede dels i Fåborg, dels i København.
Peter Hansen blev opdraget hos en slægtning i København, tog præliminæreksamen ved Efterslægtsselskabets Skole og gik på Teknisk Skole under Holger Grønvold. Han bestod adgangsprøven til Kunstakademiets skoler, men kom derefter en tid i malerlære hos faren i Faaborg og lod sig optage i Kunstnernes Frie Studieskoler, Zahrtmanns skole, hvor han var blandt Zahrtmanns første, da denne begyndte januar 1885. Her fik han sin afgørende uddannelse, der varede til ind i 90'erne. Under uddannelsen havde han tillige beskæftigelse som stenografassistent i Rigsdagen og senere som teatermaler hos Thorolf Pedersen på Det Kongelige Teater.
Hansen var præget af Zahrtmanns frie syn på maleriet. Som Johannes Larsen og Fritz Syberg var han blandt dennes første elever, og der opstod et kammeratskab mellem de tre, som kom til at danne kernen i Fynboerne. Hansen og hans barndomshjem i Fåborg blev et samlingspunkt for Fynboerne, som blev opfattet som kontroversielle på grund af deres farver, teknik og motiver, der af nogle kritikere ansås for landlige og pågående. Mennesker indgår i de fleste af hans landskabsbilleder, der ofte er naturalistiske genrebilleder, mens andre er præget af den franske impressionisme, som Hansen havde kunnet se på udstillinger i København sidst i 1880'erne. Hans lys- og farvesyn blev fra omkring 1896 påvirket af Theodor Philipsens malemåde.
Fra 1905 boede Hansen med sin familie om vinteren i København på Vesterbro, hvor han især malede kvarteret omkring Enghave Plads. Billederne herfra veksler mellem en stram komposition og skitsepræg i skildringen af spadserende med barnevogne, legende børn, mænd med søndagsbajerne og tidens tekniske fremskridt De gule sporvogne, som Hansen hurtigt inddrog i sin motivkreds. Hansen var socialt bevidst, men ikke socialrealist som en anden af Fynboerne, Jens Birkholm.
Italiensopholdene bibragte Hansen nye emner som fremmede landskaber, folkeliv med mere, men selv om motiverne svarer til ældre danske maleres, er gengivelsen ny på grund af den frie komposition og dristige farveholdning. Hansens figurbilleder er usentimentale og ligefremme, f.eks. Gødningssamlerne, der af Gudmund Hentze fik en hård kritik, der var med til at indlede Bondemalerstriden, en strid mellem Fynboerne (bondemalerne i denne sammenhæng) og symbolisterne. Symbolisterne tabte striden og tabte anseelse blandt andre kunstnere.

## Galleri
| - Værker af Peter Hansen - Bølgende rug, 1894 - På isen bag byen, 1901 - Badende drenge, 1902 - Studie til Pløjemanden vender, 1902 - Gødningssamlerne, 1904, Davids Samling - To veninder, ca. 1910, Randers Kunstmuseum - Faaborg museum indvielse, 1910-1912 |